# Belle (Nizonne)
Die Belle ist ein kleiner Fluss in Frankreich, der im nordwestlichen Département Dordogne in der Region Nouvelle-Aquitaine verläuft. Sie entspringt im Gemeindegebiet von Monsec, im Regionalen Naturpark Périgord-Limousin und mündet nach rund 16 Kilometern an der Gemeindegrenze von La Rochebeaucourt-et-Argentine und Combiers als linker Nebenfluss in die Nizonne. Ihr durchschnittliches Gefälle beträgt 4,36 m/km.

## Durchflossene Gemeinden
Im Département Dordogne:
- Monsec
- Vieux-Mareuil
- Mareuil
- Sainte-Croix-de-Mareuil
- La Rochebeaucourt-et-Argentine

Im Département Charente:
- Combiers

## Verlauf
Die Belle entspringt 2 Kilometer ostnordöstlich von Monsec beim Weiler Pontarnaud in zirka 165 Meter Höhe. Bis kurz vor Monsec fließt sie in südwestliche Richtung, dreht dann aber auf Nordwestkurs. Ihr Tal verbreitert sich und sie zieht dann an Vieux-Mareuil, Mareuil und Sainte-Croix-de-Mareuil vorüber, um schließlich südlich von Combiers als linker Seitenarm in der von Osten kommenden Nizonne aufzugehen. Die Mündung liegt auf 97 Meter Höhe. Auf ihren letzten hundert Metern ist die Belle Grenzfluss zum Département Charente (Grenze zwischen La Rochebeaucourt und Combiers). Größter rechter Nebenfluss ist der 5,1 Kilometer lange Ruisseau de l'Étang Rompu, der bei Vieux-Mareuil in die Belle mündet. Die linken Seitenarme der Belle sind meist als Trockentäler ausgebildet (Ausnahme ist ein kleiner linker Seitenarm bei Sainte-Croix-de-Mareuil).

## Geologie
Das Quellgebiet der Belle liegt direkt unterhalb dem tertiären (Eozän?) Alluvium des Höhenrückens nordwestlich von Saint-Crépin-de-Richemont. Die Belle entspringt jedoch in spätpleistozänem Kolluvium, das aus den in der Umgebung anstehenden Sanden des Santoniums hervorgegangen ist. Zwei Kilometer östlich von Monsec tritt sie über eine die Mareuil-Antiklinale begleitende Störungszone und verläuft dann in Fossilkalken des Coniaciums. Nach Queren eines Seitenasts derselben Störungszone wechselt sie auf Rudistenkalke des Turoniums über. Ihr weiterer Verlauf in nordwestliche Richtung folgt dann mehr oder weniger der Achse der Mareuil-Antiklinale, wobei sich der Fluss sukzessive in tiefere Schichten eingeschnitten hat; so fließt sie in Vieux-Mareuil durch Knollenkalke des Ligérien (Unterturon), in Mareuil durch Cenomanium um schließlich bei Vieux-Mareuil den Kern des Antiklinals, bestehend aus Kimmeridgium, zu berühren. Talabwärts von Vieux-Mareuil durchquert die Belle erneut die Störungszone der Mareuil-Antiklinale. Die Mündung südlich von Combiers bildet eine zirka 500 Meter breite Talaue, die von holozänen Ablagerungen der Belle und der Nizonne ausgefüllt wird.

## Geomorphologie
Das Belletal ist ein sehr gutes Beispiel für Reliefumkehr, d. h. über der strukturellen Aufwölbung der Mareuil-Antiklinale hat sich der Fluss eingeschnitten und eine Depression im Gelände erzeugt. Der Flussverlauf orientiert sich hierbei eindeutig an den vorgegebenen geologischen Strukturen (Antiklinale, Störungen).

## Hydrologie
Die Belle hat eine mittlere Abflussmenge von 0,317 m3/s, gemessen in Mareuil. Die bisher höchste gemessene tägliche Abflussmenge betrug 5,99 m3/s (Frühjahrshochwasser, gemessen in Mareuil am 27. April 1986).

## Ökologie
Zwischen Mareuil und der Mündung ist das Tal der Belle als Ökotop des Typs 1 (französisch ZNIEFF, zone naturelle d'interêt écologique, faunistique et floristique) ausgewiesen. In den Sümpfen, Mooren und Feuchtwiesen des Tales gedeiht eine schützenswerte Flora.

## Sehenswürdigkeiten am Fluss

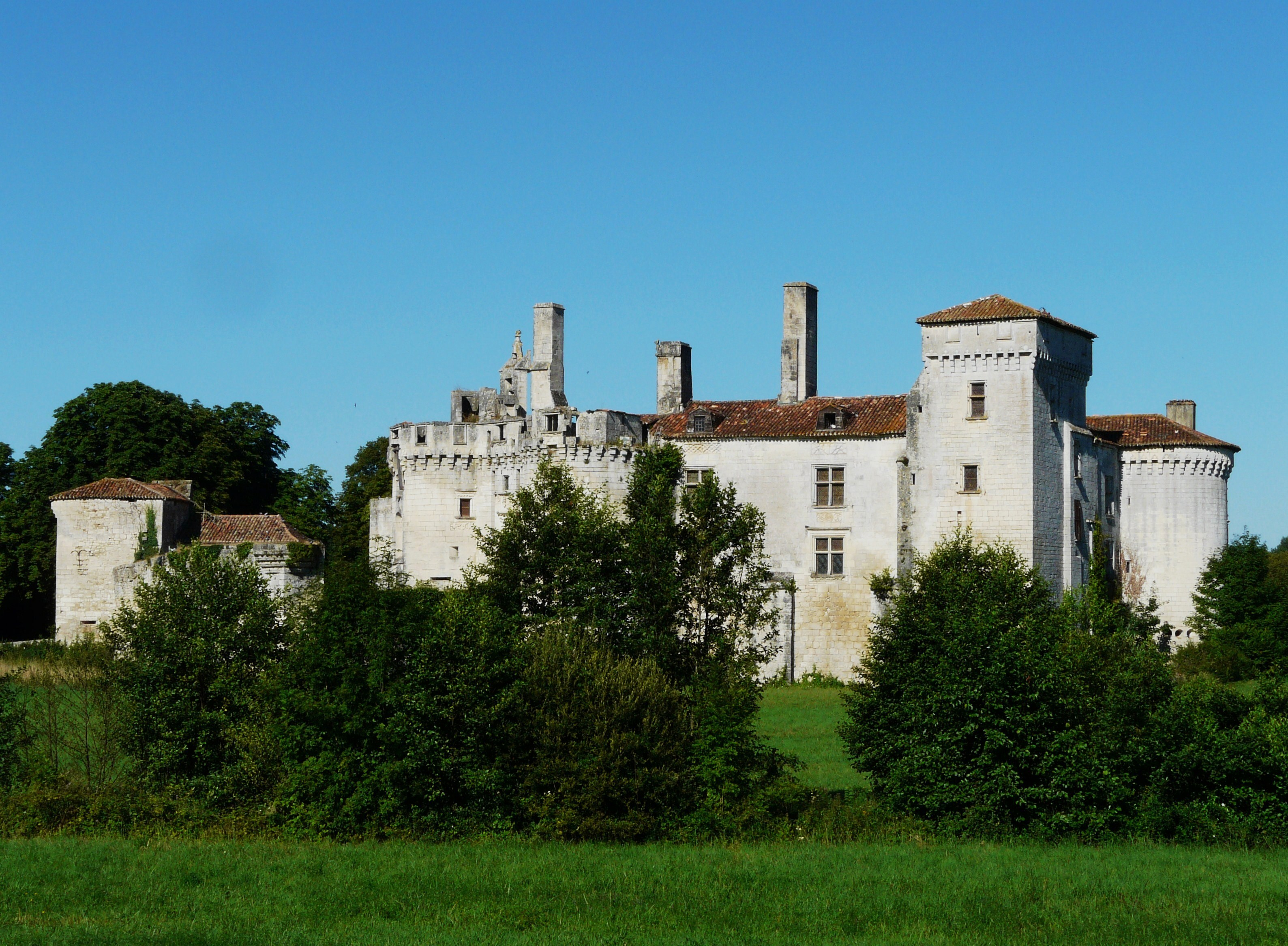
Schloss von Mareuil

- Kirche Notre-Dame de la Nativité aus dem 16. Jahrhundert in Monsec
- romanische Wehrkirche Saint-Pierre-ès-liens aus dem 12. Jahrhundert in Vieux-Mareuil
- Château de Mareuil in Mareuil